# Посёлок совхоза «Россошанский»
Совхоза «Россошанский» — поселок в Россошанском районе Воронежской области.
Входит в состав Архиповского сельского поселения.

## География

### Улицы
| - ул. 50 лет Победы - ул. Абрикосовая - ул. Виноградная - ул. Дружбы - ул. Комсомольская | - ул. Лесная - ул. Мирная - ул. Молодёжная - ул. Тенистая - ул. Яблочная |

## Население
| 2010 |
| ---- |
| 571  |